# Tere Estrada
Teresa o Tere Estrada es una cantante, compositora y escritora mexicana. Como intérprete ha publicado varios discos incursionando en géneros como blues, jazz, ritmos latinos y rock. Como escritora, se ha especializado en la historia de la música realizada por mujeres. Su libro Sirenas al ataque, es considerado un documento importante sobre la historia de las mujeres rockeras mexicanas.

## Carrera
Estudió en la Facultad de Ciencias Políticas y Sociales de la UNAM, donde se tituló con la tesis Lenguaje e identidad en el rock mexicano (1985-90).
Se inició en la música en los años 80. Su primer concierto pagado fue en el Foro Tlalpan en 1988. Formó la banda Esquina Bajan de 1990 a 1992. En 2010 representó a México e Iberoamérica en festivales de blues y jazz en Nepal y la India. En 2013 fue la única mujer iberoamericana en el Blues Alive Festival en Sumperk, República Checa. En 2015 participó en el Festival de blues de Medellín y en el Cali Folk and Blues Festival en Colombia. En 2018 participó en el Festival de Blues en el Río en Corrientes, Argentina. En 2020 de manera virtual se presentó en el Festival de Blues de Lima. Desde los años 90, ha publicado varios discos.
Su obra más importante es el libro Sirenas al ataque, editada primero en 2001 por el Instituto Mexicano de la Juventud  donde abarcó de 1956 al 2000, y después en 2008 por Océano (1956-2006). Esta investigación es fruto de 10 años de trabajo y más de 100 entrevistas a cantantes y músicas mexicanas. En el  2006 la videoasta Andrea  Borbolla dirigió el documental El amor ruge como un león donde mostró un día laboral completo en la vida de la  compositora. En 2016 apareció Hechizo de sirena. Tere Estrada en Colombia, un corto documental de 20 minutos de duración que muestra los momentos más significativos de la gira de 10 días que realizó la cantante por las ciudades de Medellín, Cali y Bogotá.
En el 2004 junto con Julia Palacios, escribió el artículo A contra corriente: A History of Women Rockers in Mexico que forma parte de la antología Rockin’ Las Americas, editada por la Universidad de Pittsburgh.
En el 2018 apareció su primera novela Un blues en la penumbra, donde narra la trayectoria de una cantante ficticia de rock nacida en Acapulco, Guerrero en 1950. La novela tiene lugar en diferentes momentos importantes de la historia reciente de México como el Festival de Rock y Ruedas de Avándaro y los movimientos juveniles, políticos y sociales de la década de los 60. Esta novela fue el punto de partida de su octavo disco, que incluye doce canciones relacionadas con la escritora Rosina Conde y las protagonistas del rock mexicano de las décadas de los 60 y 70, entre ellas Mayita Campos, Maricela Durazo y Baby Bátiz, que fueron la inspiración para el personaje de la novela.
Ha escrito sobre rock y cultura en los periódicos Reforma, El Nacional y El Financiero y en el suplemento Triple Jornada de La Jornada.

## Obra

### Discografía
- Azul transitando en violeta (1990)
- Túneles desiertos (1992)
- Viaje al centro de tu ser (1994)
- Encuentros cercanos conmigo (1997)
- Lotería de pasiones (2003)
- En vivo (2006)
- Compositoras de México (Un viaje por la lírica y la música en 100 años de historia) (2012)
- Un blues en la penumbra (2018)

### Literatura
- Sirenas al ataque (Instituto Mexicano de la Juventud, 2001, Océano, 2006)
- Un blues en la penumbra